# Huda Kattan
Huda Kattan   (Oklahoma City, 2 d'octubre de 1983) és una maquilladora, blogger de bellesa i emprenedora estatunidenca.
És la fundadora de la línia de cosmètics Huda Beauty.

## Joventut i estudis
Huda Kattan va néixer el 2 d'octubre de 1983 a Oklahoma City (Oklahoma, Estats Units d'Amèrica) com una dels quatre fills. Els seus pares són tots dos de l'Iraq. Més tard, la família es va traslladar a Cookeville (Tennessee), i després a Dartmouth (Massachusetts).
Kattan va assistir a la Universitat de Michigan-Dearborn, on es va especialitzar en finances.

## Carrera professional
El 2006, Kattan es va traslladar a Dubai amb el seu pare perquè va acceptar una oportunitat de feina com a professor a l'emirat.
Uns anys més tard, Kattan es va traslladar a Los Angeles, on va estudiar maquillatge. Entre els seus clients hi havia celebritats com Eva Longoria i Nicole Richie. Després, Kattan va tornar a Dubai on va ser emprada per Revlon com a maquilladora.
L'abril de 2010, per consell d'una de les seves germanes, Kattan va iniciar un blog de WordPress relacionat amb la bellesa que va anomenar «Huda Beauty» on publicaria tutorials i consells de maquillatge.
El 2013, Kattan va fundar una línia de cosmètics que, com el seu blog, també s'anomena «Huda Beauty». El seu primer producte, una sèrie de pestanyes falses, va ser llançat a través de Sephora. L'etiqueta Huda Beauty va aconseguir l'èxit amb la venda de les pestanyes falses, que va ser famosa per Kim Kardashian.
L'empresa d'Huda, amb seu a Dubai, més tard va començar a oferir altres productes de bellesa, com ara paletes d'ombres d'ulls, pintallavis líquids, delineadors de llavis, paletes de subratlladors, fonaments, correctors, pols de coure i ombres d'ulls líquides.
Kattan va aconseguir popularitat a Instagram, aconseguint més de 47 milions de seguidors el 2020. Kattan ocupa el primer lloc a la «Influencer Instagram Rich List», i guanya 18.000 dòlars per cada publicació de contingut patrocinat. Kattan ha estat descrita com «una Kim Kardashian de l'economia de les creadores de contingut digital de bellesa», i va ser declarada una de les «deu creadores de contingut digital més poderoses del món de la bellesa» per la revista Forbes. Va ser escollida com una de les «25 persones més influents d'Internet» per la revista Time el 2017. S'ha informat que Kattan ha influït personalment en les vendes de línies de productes i marques completes a la regió. El 2017, després d'haver esmentat el producte Foreo al seu canal de YouTube, el pinzell es va esgotar en una setmana a Harvey Nichols i a Bloomingdale's Dubai. El 2020, Kattan va figurar al Fortunes 40 under 40. El 2021, Kattan va ocupar el primer lloc a la Beauty Influencer Rich List de Cosmetify.
El 2018, Kattan va començar a protagonitzar la seva pròpia sèrie de realitat original de Facebook Watch titulada Huda Boss, juntament amb la seva família.
El 2021, Kattan va participar en una campanya per proporcionar aliments i va donar un milió de menjars a través de la seva empresa de cosmètics Huda Beauty.

## Filantropia i activisme
Mitjançant la seva marca de cosmètics, Huda Beauty, Kattan ha participat en diversos esforços filantròpics. El juny de 2020, Kattan va anunciar que Huda Beauty donarà 500.000 dòlars al Fons Educatiu i de Defensa Legal de la NAACP.
El 2021, Kattan i Huda Beauty van iniciar una petició perquè les marques de bellesa revelin quan hagin retocat o editat les seves imatges o vídeos, per ajudar a desmantellar els estàndards de bellesa «tòxics» de les xarxes socials. A través de la seva marca de bellesa, també ha donat suport a la comunitat asiàtica estatunidenca, Metges Sense Fronteres, i iniciatives de recollida d'aliments com 100 Million Meals. Kattan també ha utilitzat les seves plataformes de xarxes socials per parlar de la neteja ètnica a Palestina. El maig de 2021, Kattan i la seva empresa, Huda Beauty, van donar 100.000 dòlars a Help India Breathe, una recaptació de fons de socors COVID-19 llançada per l'antic monjo Jay Shetty i la seva esposa, Radhika Devlukia-Shetty.
El novembre de 2023, Kattan va donar 1.000.000 de dòlars a dues organitzacions humanitàries a Gaza, Metges Sense Fronteres i Human Appeal.

## Vida personal
A l'escola secundària, Kattan va conèixer el seu marit, Christopher Goncalo, que és d'origen colombià. La parella es va traslladar a Dubai el 2006, es van casar el juny del 2009 i va tenir el seu primer fill el 2011. Kattan és musulmana. Una de les germanes de Kattan és la seva sòcia comercial, Mona; mentre que una altra germana gestiona les xarxes socials de Kattan, Alya.

## Premis
El novembre de 2023, Huda Kattan ser nomenada a la llista de les 100 dones de la BBC.